# Сизифово охлаждение
Сизи́фово охлажде́ние а́томов (англ. Sisyphus cooling) — механизм понижения температуры атомов с помощью лазерного света до температур ниже достижимых с помощью доплеровского охлаждения (~500 мкК). Охлаждение является результатом взаимодействия атомов с градиентом поляризации, созданной двумя распространяющимися навстречу лазерными пучками с ортогональной линейной поляризацией. Атомы, летящие в направлении световой волны в результате спонтанного перехода с верхнего на нижний уровень «одетого» состояния (dressed state) теряют кинетическую энергию. В результате чего температура атомов снижается на два порядка в сравнении с температурой, получаемой доплеровским охлаждением (~10 мкК).

## Введение
Для того, чтобы понять механизм охлаждения атома с помощью сизифового процесса, необходимо привлечь
следующие физические процессы:
- световые сдвиги уровней атомов;
- градиент поляризации света.

## Переменный эффект Штарка

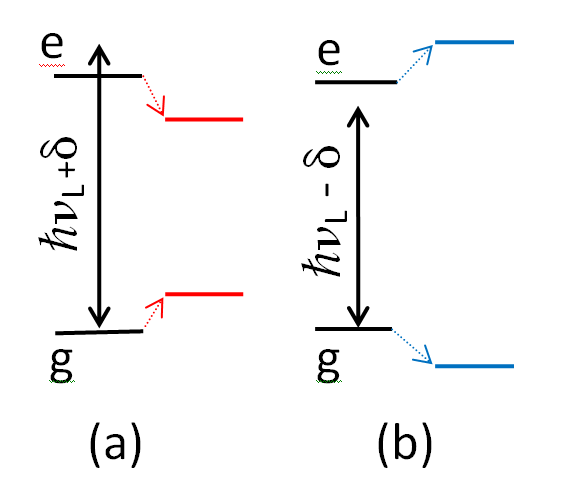
Рис. 1. Смещение атомных уровней и под действием лазерного излучения при «голубой» (a) и «красной» (b) настройке частоты лазера. Смещение атомных уровней противоположно по знаку отстройке частоты лазера

Атом, помещённый во внешнее электрическое поле {\displaystyle {\mathcal {E}}}, меняет свою энергию. В результате энергетические уровни атома смещаются на величину
{\displaystyle \Delta {E}={\vec {d}}\cdot {\vec {\mathcal {E}}}}, где {\displaystyle {\vec {d}}} — электрический дипольный момент атома. Этот эффект называется эффектом Штарка. Аналогичное поведение у атома наблюдается в переменном электрическом поле, в том числе при освещении светом, его называют «переменным Штарк-эффектом» (в англоязычной литературе — AC-Stark effect):
{\displaystyle \Delta {E}=-c^{2}{\frac {\Omega ^{2}}{2\delta }},}
где {\displaystyle \Omega ={\frac {{\vec {d}}\cdot {\vec {\mathcal {E}}}}{\hbar }}} — частота Раби,
{\displaystyle \delta } — отстройка частоты лазера от атомного резонанса {\displaystyle \nu _{L}.}

## Модельная структура уровней

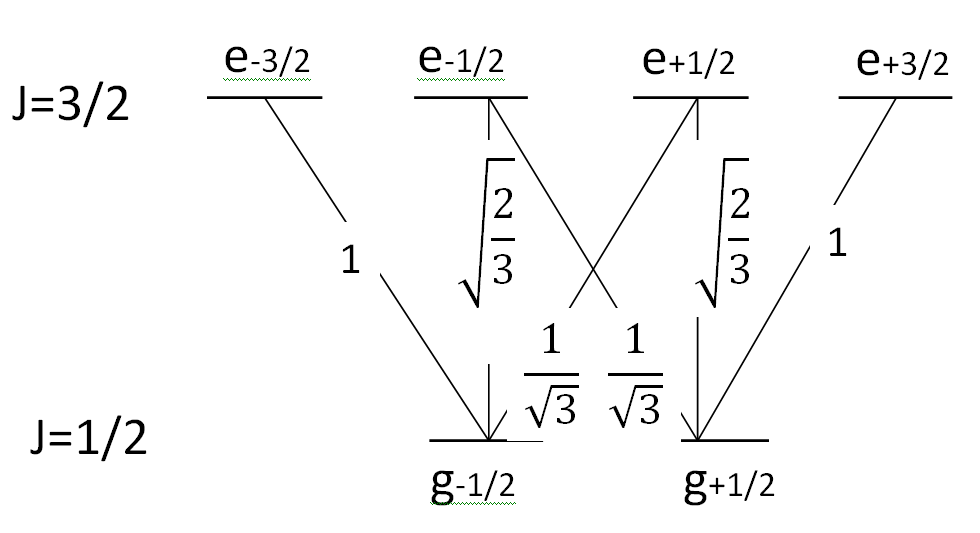
Рис. 2. Атомная структура уровней и коэффициенты Клебша — Гордана для перехода
Квадрат коэффициента Клебша — Гордана равен вероятности перехода с одного уровня на другой

Модельная энергетическая структура атома показана на Рис. 2. Из этой диаграммы видно, что переходы между уровнями {\displaystyle J_{g}\to J_{e}} под действием света в зависимости от его поляризации происходят с разной вероятностью.
Вероятность переходов между уровнями {\displaystyle \left|g_{-1/2}\right\rangle \to \left|~e_{-3/2}\right\rangle } и {\displaystyle \left|g_{+1/2}\right\rangle \to ~\left|e_{+3/2}\right\rangle } под действием света с круговой поляризацией равна единице, тогда как вероятность переходов между уровнями {\displaystyle \left|g_{+1/2}\right\rangle \to \left|~e_{-1/2}\right\rangle } и
{\displaystyle \left|g_{-1/2}\right\rangle \to \left|~e_{+1/2}\right\rangle } в три раза меньше (1/3).
В случае возбуждения линейно-поляризованным светом уровней {\displaystyle \left|g_{-1/2}\right\rangle \to \left|~e_{-1/2}\right\rangle } и {\displaystyle \left|~g_{+1/2}\right\rangle \to \left|~e_{+1/2}\right\rangle } вероятность перехода составляет (2/3).

## Градиент поляризации
Когда в атомном паре распространяются две линейно поляризованные волны, ортогональные к друг другу и движущиеся навстречу друг другу, атом видит суммарную поляризацию с весьма своеобразным поведением, см. Рис. 3.

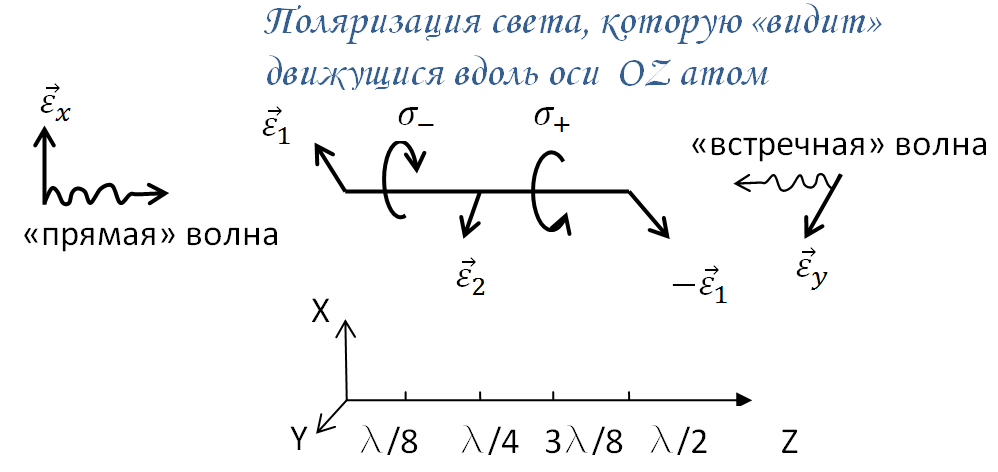
Рис. 3. Вдоль оси OZ поляризация света меняет своё состояние от линейной до право-круговой, потом снова на линейную (повернутой на 90°) и лево-круговой с периодом, равным λ/4

В точке О поляризация будет линейной, затем в точке {\displaystyle \lambda /8} она превратится в круговую, вращающуюся в левую сторону. При дальнейшем движении атома наступит черёд линейной поляризации (повёрнутой на 90° относительно исходной, точка {\displaystyle \lambda /4}) и право-круговой (точка {\displaystyle 3\lambda /8}.
В {\displaystyle \lambda /2} поляризация вернётся к исходной линейной, но с задержкой на 180 градусов). Период полной смены поляризации равен {\displaystyle \lambda /2}.

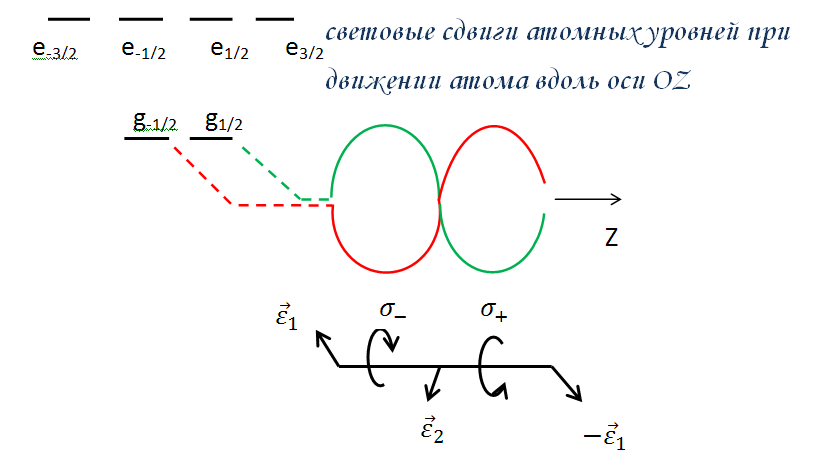
Рис. 4. Световой сдвиг атомных уровней вдоль градиента поляризации света (распространения). Вдоль оси OZ поляризация света меняет своё состояние от линейной до право-круговой, потом снова линейной (повёрнутой на 90°) и лево-круговой с периодом, равным λ/4

Описанный градиент поляризации приведет к тому, что в разных точках пространства движущийся атом будет иметь разный световой сдвиг уровней.
Рассмотрим пример для света, частота {\displaystyle \nu _{}} которого меньше частоты перехода {\displaystyle \nu _{L}} (см. Рис. 4.):
- Точка О. Здесь световой сдвиг уровней одинаков для обоих уровней {\displaystyle g_{-1/2}} (красная линия), {\displaystyle g_{+1/2}} (зелёная линия).
- Точка {\displaystyle \lambda /8}. В этой точке поляризация изменилась на лево-поляризованную круговую волну, которая взаимодействует с переходами {\displaystyle \left|g_{-1/2}\right\rangle \to \left|e_{-3/2}\right\rangle } и {\displaystyle \left|g_{+1/2}\right\rangle \to \left|e_{-1/2}\right\rangle }. У первого перехода вероятность перехода больше, чем у второго и, следовательно, больший дипольный момент и сдвиг, см. Рис. 4.
- Точка {\displaystyle \lambda /4}. Здесь световой сдвиг уровней будет опять одинаков для обоих уровней {\displaystyle g_{-1/2}} (красная линия), {\displaystyle g_{+1/2}} (зелёная линия).
- Точка {\displaystyle 3\lambda /8}. Право-поляризованная волна взаимодействует с переходами {\displaystyle \left|g_{-1/2}\right\rangle \to \left|e_{+1/2}\right\rangle } и {\displaystyle \left|g_{+1/2}\right\rangle \to \left|e_{+3/2}\right\rangle }. Первый переход имеет меньшую вероятность перехода, чем второй и, следовательно, меньший дипольный момент и сдвиг, чем у второго перехода.

## Качественное описание процесса охлаждения

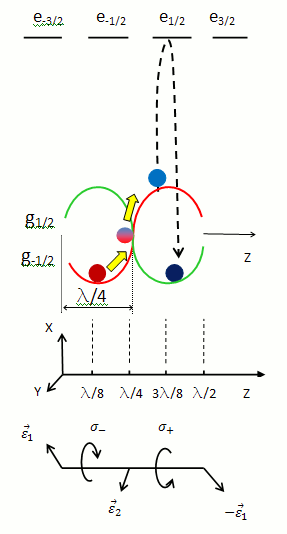
Сизифово охлаждение. Атом, находящийся в потенциальной яме уровня (точка, пытается взобраться на горку
в точке, расходуя на это свою кинетическую энергию. В точке под действием право-поляризованного света атом возбуждается на уровень, откуда спонтанно переходит на уровень. В этом цикле атом теряет энергию (охлаждается), равную световому сдвигу

Предположим, что в момент включения лазерного излучения атомы, движущиеся вдоль оси OZ находятся в точке λ/8. В этой точке лево-поляризованый свет вызовет вынужденные переходы атома между уровнями {\displaystyle \left|g_{+1/2}\right\rangle \to \left|~e_{-1/2}\right\rangle } и {\displaystyle \left|g_{-1/2}\right\rangle \to \left|~e_{-3/2}\right\rangle }. Время жизни атома в возбуждённом состоянии для щелочных металлов {\displaystyle \tau _{a}} ≈ 30 нс, после этого произойдёт спонтанное возвращение атома на исходный или другой (в соответствии с правилами отбора) уровень. В рассматриваемом случае среди возможных путей распада есть такой, который приведет к потере энергии, а именно: {\displaystyle \left|e_{-1/2}\right\rangle \to \left|~g_{-1/2}\right\rangle }.
Атом окажется в потенциальной яме перехода {\displaystyle g_{-1/2}}, образовавшейся вследствие светового сдвига. Атом при этом спонтанном переходе с излучением фотона в случайном направлении теряет энергию, приобретённую вследствие поглощения фотона в направлении −OZ, то есть из-за анизотропии процесса составляющая скорости атома вдоль оси OZ уменьшится. Несколько другой баланс по энергии будет наблюдаться при другом переходе.
Атомы, попав на уровень {\displaystyle g_{-1/2}}, будут продолжать двигаться и при этом взбираться на образовавшуюся вследствие светового сдвига потенциальную горку, теряя кинетическую энергию (замедляясь). В точке {\displaystyle 3\lambda /8} атом совершит под действием право-круговой поляризации вынужденный переход с уровня {\displaystyle g_{-1/2}} на уровень {\displaystyle e_{+1/2}}, а оттуда спонтанно распадётся на уровень {\displaystyle g_{+1/2}}, то он потеряет (излучив) энергию {\displaystyle \Delta E}. После этого атом снова начнёт подниматься на потенциальную горку, теряя энергию, пока снова в точке {\displaystyle 5\lambda /8} процесс снова повторится.

## История вопроса
Теоретические исследования охлаждения атомов лазерным светом были начаты в 1970-х годах. Первым был теоретически разработан процесс так называемого доплеровского охлаждения атомов. В работе В. С. Летохова и др. (1977) было показано, что доплеровское охлаждение позволяет понизить температуру атомов до значения {\displaystyle T=\hbar \gamma /k_{B}}, определяемого естественной полушириной линии резонансного оптического перехода атомов. В 1980-х годах экспериментальные исследования охлаждения атомов с помощью лазерного света стали горячей темой в области фундаментальных физических исследований. К концу 1980-х атомы удалось охладить значительно ниже температуры, предсказываемой теорией доплеровского охлаждения. Необходимо было объяснить расхождения между теорией и экспериментом. Такое объяснение было дано в 1989 году (см. литературу) группой французских физиков во главе с Клодом Коэн-Тануджи (англ. C. Cohen-Tannouudji). Это было сделано с помощью механизма «сизифова охлаждения» (или градиента поляризации — второе название механизма).
Механизм охлаждения был назван авторами в честь героя греческой мифологии Сизифа, который затаскивал камень на вершину горы, с которой камень потом падал вниз и Сизифу приходилось снова и снова вновь подымать его. Это продолжалось бесконечно.
В 1997 году за цикл работ по охлаждению атомов, в частности, за объяснение cизифова механизма охлаждения французскому ученому Клоду Коэн-Тануджи была присуждена Нобелевская премия по физике.